# Eleccions generals espanyoles d'abril de 2019
|  | Aquest article tracta sobre les eleccions del mes d'abril. Si cerqueu la repetició electoral mig any més tard, vegeu «eleccions generals espanyoles de novembre de 2019». |

Les eleccions generals espanyoles es van celebrar el 28 d'abril de 2019 després que el President del Govern, Pedro Sánchez, decidís dissoldre les Corts Generals en no poder aconseguir una majoria per aprovar els Pressupostos Generals de l'Estat. Es van elegir els 350 escons del Congrés dels Diputats i 208 dels 266 escons del Senat. Les Corts Generals es van dissoldre el 5 de març i la campanya electoral va començar el 12 d'abril.
Amb una alta participació, del 75,8%, el PSOE de Pedro Sánchez va guanyar les eleccions —la primera victòria dels socialistes en unes generals en onze anys— amb el 28,7% dels vots i 123 escons, 38 més que en la contesa anterior. El PP de Pablo Casado obtingué el pitjor resultat de la seva història en baixar fins als 66 escons i el 16,7%. El suport a Ciutadans va augmentar i aconseguí 9 escons menys que el PP. El partit d'extrema dreta Vox entrà al Congrés per primera vegada però no assolí les expectatives marcades amb el 10,3% dels vots i 24 escons.
La divisió en tres de la dreta tancà la possibilitat d'una coalició de dretes i confirmà que només el PSOE de Sánchez podria formar govern de manera realista. Amb el resultat de les eleccions, la coalició Unides Podem, que havia passat a ser quarta força amb 42 escons, va esdevenir imprescindible per la governabilitat, i Podem, la força majoritària de la coalició va plantejar al PSOE la necessitat d'un Govern de coalició amb ministres de la coalició per posar en marxa les mesures acordades mentre Esquerra Unida, liderada per Alberto Garzón apostava per recolzar la investidura de Pedro Sánchez negociant un programa comú que es controlaria des del Congrés dels Diputats. El PSOE va fer una oferta a la baixa a Unides Podem, i les negociacions van fracassar coalició d'esquerres no reeixí a l'hora de nomenar un cap de govern repetint-se automàticament les eleccions mig any més tard d'acord amb la llei electoral.

## Sistema electoral
Per al Congrés dels Diputats s'elegiren 350 escons segons la regla D'Hondt i un sistema de representació proporcional amb llistes tancades. Les llistes que no arriben al tres per cent de vots de la circumscripció electoral no es tenen en compte per a repartir els escons. Les circumscripcions es corresponen amb les províncies d'Espanya. Cadascuna té dret a un mínim inicial de dos diputats; els altres 248 es reparteixen proporcionalment segons el nombre d'habitants. A Ceuta i Melilla se'ls assignaren els dos escons que quedaven.
En aquestes eleccions les circumscripcions de Madrid i de Barcelona guanyaven un escó, en detriment de les de València i Astúries. La distribució dels diputats del Congrés era, doncs, la següent:
| Circumscripció                                                                      | Diputats | Mapa |
| ----------------------------------------------------------------------------------- | -------- | ---- |
| Madrid(+1)                                                                          | 37       |      |
| Barcelona(+1)                                                                       | 32       |      |
| València(–1)                                                                        | 15       |      |
| Alacant i Sevilla                                                                   | 12       |      |
| Màlaga                                                                              | 11       |      |
| Múrcia                                                                              | 10       |      |
| Cadis                                                                               | 9        |      |
| Illes Balears, la Corunya, las Palmas i Biscaia                                     | 8        |      |
| Astúries(–1), Granada, Pontevedra, Santa Cruz de Tenerife i Saragossa               | 7        |      |
| Almeria, Badajoz, Còrdova, Girona, Guipúscoa, Tarragona i Toledo                    | 6        |      |
| Cantàbria, Castelló, Ciudad Real, Huelva, Jaén, Navarra i Valladolid                | 5        |      |
| Àlaba, Albacete, Burgos, Càceres, Lleó, Lleida, Lugo, Ourense, la Rioja i Salamanca | 4        |      |
| Àvila, Conca, Guadalajara, Osca, Palència, Segòvia, Terol i Zamora                  | 3        |      |
| Sòria                                                                               | 2        |      |
| Ceuta i Melilla                                                                     | 1        |      |

Per al Senat s'elegeixen 208 escons amb un sistema de llistes obertes en què els electors votaren candidats individuals en lloc de partits. En els districtes electorals que elegeiren quatre escons, es poden votar fins a tres candidats; en aquells amb dos o tres escons, fins a dos candidats, i un candidat en el cas de les circumscripcions uninominals. Cadascuna de les 47 províncies peninsulars té assignats quatre escons. Pel que fa a les illes Balears i a les Canàries, les illes més grans (Mallorca, Gran Canària i Tenerife) elegiren cadascuna tres senadors, i les més petites (Menorca, Eivissa i Formentera, Fuerteventura, la Gomera, el Hierro, Lanzarote o la Palma), un. Ceuta i Melilla elegeixen dos escons. El repartiment era, doncs, el següent:
| Circumscripció                                                                         | Senadors | Mapa |
| -------------------------------------------------------------------------------------- | -------- | ---- |
| Circumscripció provincial                                                              | 4        |      |
| Gran Canària, Mallorca i Tenerife                                                      | 3        |      |
| Ceuta i Melilla                                                                        | 2        |      |
| Fuerteventura, la Gomera, el Hierro, Eivissa-Formentera, Lanzarote, Menorca i la Palma | 1        |      |

## Candidatures i programes
A continuació s'enumeren els principals partits i coalicions que es presentaren al Congrés dels Diputats:
| Partit o coalició | Partit o coalició | Cap de llista | Cap de llista                       | Programa                              | Lema                                                                   |
| ----------------- | --- | ------------- | ----------------------------------- | ------------------------------------- | ---------------------------------------------------------------------- |
|                   | Partit Popular (PP) - Partit Popular (PP) - Fòrum Astúries (FAC) |               | Pablo Casado (Madrid)               |                                       | "Valor seguro" (Valor segur)                                           |
|                   | Partit Socialista Obrer Espanyol (PSOE) - Partit Socialista Obrer Espanyol (PSOE) - Partit dels Socialistes de Catalunya (PSC)                                                         |               | Pedro Sánchez (Madrid)              |                                       | "Haz que pase" (Fes que passi)                                         |
|                   | Units Podem (Unidas Podemos) - Podem (Podem) - Esquerra Unida (IU) - Equo - En Comú Podem–Guanyem el Canvi (ECP) - Batzarre - Unitat Popular en Comú (UPeC) - Alt Aragó en Comú (AAeC) |               | Pablo Iglesias (Madrid)             |                                       | "La historia la escribes tú" (Tu escrius la història)                  |
|                   | Ciutadans–Partit de la Ciutadania (C's) - Ciutadans–Partit de la Ciutadania (C's) - Unió, Progrés i Democràcia (UPyD)                                                                  |               | Albert Rivera (Madrid)              |                                       | "¡Vamos! Ciudadanos" (Som-hi! Ciutadans)                               |
|                   | Esquerra Republicana (Esquerra Republicana) - Esquerra Republicana de Catalunya - Sobiranistes (ERC-Sobiranistes) - Esquerra Republicana del País Valencià (ERPV)                      |               | Oriol Junqueras (Barcelona)         |                                       | "Va de llibertat"                                                      |
|                   | Junts per Catalunya–Junts (JuntsxCAT–Junts) - Partit Demòcrata Europeu Català (PDeCAT) - Convergència Democràtica de Catalunya (CDC) - Junts per Catalunya (JuntsxCAT)                 |               | Jordi Sànchez (Barcelona)           | Arxivat 2019-04-06 a Wayback Machine. | "Tu ets la nostra veu. Tu ets la nostra força"                         |
|                   | Partit Nacionalista Basc (EAJ/PNV) |               | Aitor Esteban (Biscaia)             |                                       | "Nos mueve Euskadi. Zurea, gurea" (Ens mou Euskadi. El teu, el nostre) |
|                   | Coalició Compromís (Compromís) - Bloc Nacionalista Valencià (BLOC) - Iniciativa del Poble Valencià (IdPV) - Verds Equo del País Valencià (VerdsEquo)                                   |               | Joan Baldoví (València)             |                                       | "Imparables"                                                           |
|                   | EH Bildu (EH Bildu) - Sortu - Eusko Alkartasuna (EA) - Alternatiba |               |                                     |                                       | "Erabaki. Para avanzar" (Decidir. Per a avançar)                       |
|                   | Coalició Canària-Partit Nacionalista Canari (CCa–PNC) - Coalició Canària (CCa) - Partit Nacionalista Canari (PNC) - Agrupación Herreña Independiente (AHI)                             |               | Ana Oramas (Santa Cruz de Tenerife) |                                       | "Luchamos por Canarias" (Lluitem per les Canàries)                     |
|                   | Nova Canàries (NCa) |               | Pedro Quevedo (Las Palmas)          |                                       |                                                                        |
|                   | Front Republicà (Front Republicà) - Poble Lliure (PL) - Som Alternativa - Pirates de Catalunya (PIRATA.CAT)                                                                            |               | Albano Dante Fachin (Barcelona)     | Arxivat 2019-04-18 a Wayback Machine. | "República o República"                                                |
|                   | Veus Progressistes (ARA-MES-ESQUERRA) - Més per Mallorca - Més per Menorca - Ara Eivissa - Esquerra Republicana                                                                        |               | Guillem Balboa (Illes Balears)      | Arxivat 2019-04-13 a Wayback Machine. | "La teva decisió"                                                      |
|                   | Vox (Vox) |               | Santiago Abascal (Madrid)           |                                       | "Por España" (Per Espanya)                                             |

## Resultats

### Congrés dels Diputats
| 100% | ' |

| 100% | ' |

| 66,48% | ' |

| 66,48% | ' |

| 99,07% | ' |

| 99,07% | ' |

| 98,33% | ' |

| 98,33% | ' |

| 0,73% | ' |

| 0,73% | ' |

| 0,93% | ' |

| 0,93% | ' |

| 33,51% | ' |

| 33,51% | ' |

1. ↑  111 del PSOE, 12 del PSC.
2. ↑  34 de Podemos, 7 de En Comú Podem, 1 de Equo.
3. ↑  2 de Unión del Pueblo Navarro.

#### Resultats per circumscripció
| Circumscripció         |     |    |    |    |    |    |   |   |   |   |   |   |   |   | Total |
| ---------------------- | --- | -- | -- | -- | -- | -- | - | - | - | - | - | - | - | - | ----- |
| Àlaba                  | 1   | 0  | 0  | 1  | 0  |    |   |   | 1 | 1 |   |   |   |   | 4     |
| Albacete               | 2   | 1  | 1  | 0  | 0  |    |   |   |   |   |   |   |   |   | 4     |
| Alacant                | 4   | 3  | 2  | 2  | 1  |    |   |   |   |   |   |   | 0 |   | 12    |
| Almeria                | 2   | 2  | 1  | 0  | 1  |    |   |   |   |   |   |   |   |   | 6     |
| Astúries               | 3   | 1  | 1  | 1  | 1  |    |   |   |   |   |   |   |   |   | 7     |
| Àvila                  | 1   | 1  | 1  | 0  | 0  |    |   |   |   |   |   |   |   |   | 3     |
| Badajoz                | 3   | 1  | 1  | 0  | 1  |    |   |   |   |   |   |   |   |   | 6     |
| Illes Balears          | 3   | 1  | 1  | 2  | 1  |    |   |   |   |   |   |   |   |   | 8     |
| Barcelona              | 9   | 1  | 4  |    | 1  | 8  | 6 | 3 |   |   |   |   |   |   | 32    |
| Biscaia                | 2   | 0  | 0  | 2  | 0  |    |   |   | 3 | 1 |   |   |   |   | 8     |
| Burgos                 | 2   | 1  | 1  | 0  | 0  |    |   |   |   |   |   |   |   |   | 4     |
| Càceres                | 2   | 1  | 1  | 0  | 0  |    |   |   |   |   |   |   |   |   | 4     |
| Cadis                  | 3   | 1  | 2  | 2  | 1  |    |   |   |   |   |   |   |   |   | 9     |
| Cantàbria              | 2   | 1  | 1  | 0  | 0  |    |   |   |   |   |   |   |   | 1 | 5     |
| Castelló               | 2   | 1  | 1  | 1  | 0  |    |   |   |   |   |   |   | 0 |   | 5     |
| Ceuta                  | 1   | 0  | 0  | 0  | 0  |    |   |   |   |   |   |   |   |   | 1     |
| Ciudad Real            | 2   | 1  | 1  | 0  | 1  |    |   |   |   |   |   |   |   |   | 5     |
| Còrdova                | 2   | 1  | 1  | 1  | 1  |    |   |   |   |   |   |   |   |   | 6     |
| la Corunya             | 3   | 3  | 1  | 1  | 0  |    |   |   |   |   |   |   |   |   | 8     |
| Conca                  | 2   | 1  | 0  | 0  | 0  |    |   |   |   |   |   |   |   |   | 3     |
| Girona                 | 1   | 0  | 0  |    | 0  | 3  | 0 | 2 |   |   |   |   |   |   | 6     |
| Granada                | 3   | 1  | 1  | 1  | 1  |    |   |   |   |   |   |   |   |   | 7     |
| Guadalajara            | 1   | 1  | 1  | 0  | 0  |    |   |   |   |   |   |   |   |   | 3     |
| Guipúscoa              | 1   | 0  | 0  | 1  | 0  |    |   |   | 2 | 2 |   |   |   |   | 6     |
| Huelva                 | 2   | 1  | 1  | 1  | 0  |    |   |   |   |   |   |   |   |   | 5     |
| Osca                   | 1   | 1  | 1  | 0  | 0  |    |   |   |   |   |   |   |   |   | 3     |
| Jaén                   | 3   | 1  | 1  | 0  | 0  |    |   |   |   |   |   |   |   |   | 5     |
| Lleó                   | 2   | 1  | 1  | 0  | 0  |    |   |   |   |   |   |   |   |   | 4     |
| Lleida                 | 1   | 0  | 0  |    | 0  | 2  | 0 | 1 |   |   |   |   |   |   | 4     |
| Lugo                   | 2   | 2  | 0  | 0  | 0  |    |   |   |   |   |   |   |   |   | 4     |
| Madrid                 | 11  | 7  | 8  | 6  | 5  |    |   |   |   |   |   |   |   |   | 37    |
| Màlaga                 | 4   | 2  | 2  | 2  | 1  |    |   |   |   |   |   |   |   |   | 11    |
| Melilla                | 0   | 1  | 0  | 0  | 0  |    |   |   |   |   |   |   |   |   | 1     |
| Múrcia                 | 3   | 2  | 2  | 1  | 2  |    |   |   |   |   |   |   |   |   | 10    |
| Navarra                | 2   |    |    | 1  | 0  |    |   |   |   |   |   | 2 |   |   | 5     |
| Ourense                | 2   | 2  | 0  | 0  | 0  |    |   |   |   |   |   |   |   |   | 4     |
| Palència               | 1   | 1  | 1  | 0  | 0  |    |   |   |   |   |   |   |   |   | 3     |
| Las Palmas             | 3   | 2  | 1  | 2  | 0  |    |   |   |   |   | 0 |   |   |   | 8     |
| Pontevedra             | 3   | 2  | 1  | 1  | 0  |    |   |   |   |   |   |   |   |   | 7     |
| La Rioja               | 2   | 1  | 1  | 0  | 0  |    |   |   |   |   |   |   |   |   | 4     |
| Salamanca              | 1   | 2  | 1  | 0  | 0  |    |   |   |   |   |   |   |   |   | 4     |
| Saragossa              | 3   | 1  | 1  | 1  | 1  |    |   |   |   |   |   |   |   |   | 7     |
| Santa Cruz de Tenerife | 2   | 1  | 1  | 1  | 0  |    |   |   |   |   | 2 |   |   |   | 7     |
| Segòvia                | 1   | 1  | 1  | 0  | 0  |    |   |   |   |   |   |   |   |   | 3     |
| Sevilla                | 5   | 2  | 2  | 2  | 1  |    |   |   |   |   |   |   |   |   | 12    |
| Sòria                  | 1   | 1  | 0  | 0  | 0  |    |   |   |   |   |   |   |   |   | 2     |
| Tarragona              | 1   | 0  | 1  |    | 0  | 2  | 1 | 1 |   |   |   |   |   |   | 6     |
| Terol                  | 1   | 1  | 1  | 0  | 0  |    |   |   |   |   |   |   |   |   | 3     |
| Toledo                 | 2   | 2  | 1  | 0  | 1  |    |   |   |   |   |   |   |   |   | 6     |
| València               | 4   | 3  | 3  | 2  | 2  |    |   |   |   |   |   |   | 1 |   | 15    |
| Valladolid             | 2   | 1  | 1  | 0  | 1  |    |   |   |   |   |   |   |   |   | 5     |
| Zamora                 | 1   | 1  | 1  | 0  | 0  |    |   |   |   |   |   |   |   |   | 3     |
| TOTAL                  | 123 | 66 | 57 | 35 | 24 | 15 | 7 | 7 | 6 | 4 | 2 | 2 | 1 | 1 | 350   |

### Senat
| |                                                                     |                  |                  |             |       |
| Partits i coalicions | Partits i coalicions                                                | Elegits directes | Elegits directes | Sen. desig. | Total |
| Partits i coalicions | Partits i coalicions                                                | Escons           | +/−              | Sen. desig. | Total |
| | Partit Socialista Obrer Espanyol (PSOE)                             | 123              | +81              | 18          | 141   |
| Partit Socialista Obrer Espanyol (PSOE) | 120                                                                 | +78              | 17               | 137         |       |
| Partit dels Socialistes de Catalunya (PSC)                                                                                                  | 3                                                                   | +3               | 1                | 4           |       |
| | Partit Popular (PP)                                                 | 54               | –73              | 19          | 73    |
| Partit Popular (PP) | 54                                                                  | –72              | 19               | 73          |       |
| Fòrum Astúries (FAC) | 0                                                                   | –1               | 0                | 0           |       |
| | Esquerra Republicana de Catalunya - Sobiranistes (ERC–Sobiranistes) | 11               | +1               | 2           | 13    |
| | Ciutadans–Partit de la Ciutadania (Cs)                              | 4                | +4               | 6           | 10    |
| | Partit Nacionalista Basc (PNB)                                      | 9                | +4               | 1           | 10    |
| | Unides Podem (Unidas Podemos)                                       | 0                | –11              | 6           | 6     |
| Unides Podem (Podem–IU–Equo) | 0                                                                   | –8               | 5                | 5           |       |
| En Comú Podem (ECP) | 0                                                                   | –3               | 1                | 1           |       |
| | Junts per Catalunya–Junts (JxCat–Junts)¹                            | 2                | ±0               | 2           | 4     |
| | Navarra Suma (NA+)                                                  | 3                | +2               | 0           | 3     |
| | EH Bildu (EH Bildu)                                                 | 1                | +1               | 1           | 2     |
| Sortu (Sortu) | 1                                                                   | +1               | 1                | 2           |       |
| Eusko Alkartasuna (EA) | 0                                                                   | ±0               | 0                | 0           |       |
| | Vox (Vox)                                                           | 0                | ±0               | 1           | 1     |
| | Coalició Compromís (Compromís)                                      | 0                | ±0               | 1           | 1     |
| | Coalició Canària-Partit Nacionalista Canari (CCa–PNC)               | 0                | –1               | 1           | 1     |
| Coalició Canària-Partit Nacionalista Canari (CCa–PNC)                                                                                       | 0                                                                   | ±0               | 1                | 1           |       |
| Agrupación Herreña Independiente (AHI) | 0                                                                   | –1               | 0                | 0           |       |
| | Agrupació Socialista Gomera (ASG)                                   | 1                | ±0               | 0           | 1     |
| | Nova Canàries (NCa)                                                 | 0                | –1               | 0           | 0     |
| | Partit Aragonès (PAR)                                               | 0                | –2               | 0           | 0     |
| |                                                                     |                  |                  |             |       |
| Total | Total                                                               | 208              | ±0               | 58          | 266   |
| |                                                                     |                  |                  |             |       |
| Font |                                                                     |                  |                  |             |       |
| Notes: ¹ Els resultats de Junts per Catalunya–Junts es comparen amb els de Convergència Democràtica de Catalunya en les eleccions del 2016. |                                                                     |                  |                  |             |       |
| Notes: |                                                                     |                  |                  |             |       |
| ¹ Els resultats de Junts per Catalunya–Junts es comparen amb els de Convergència Democràtica de Catalunya en les eleccions del 2016.        |                                                                     |                  |                  |             |       |

#### Resultats per circumscripció
| Circumscripció     |     |    |    |   |   |   |   |   |   | Total |
| ------------------ | --- | -- | -- | - | - | - | - | - | - | ----- |
| Àlaba              | 1   | 0  |    | 3 | 0 |   |   |   | 0 | 4     |
| Albacete           | 3   | 1  |    |   | 0 |   |   |   |   | 4     |
| Alacant            | 3   | 1  |    |   | 0 |   |   |   |   | 4     |
| Almeria            | 3   | 1  |    |   | 0 |   |   |   |   | 4     |
| Astúries           | 3   | 1  |    |   | 0 |   |   |   |   | 4     |
| Àvila              | 1   | 3  |    |   | 0 |   |   |   |   | 4     |
| Badajoz            | 3   | 1  |    |   | 0 |   |   |   |   | 4     |
| Barcelona          | 2   | 0  | 2  |   | 0 |   | 0 |   |   | 4     |
| Biscaia            | 1   | 0  |    | 3 | 0 |   |   |   | 0 | 4     |
| Burgos             | 3   | 1  |    |   | 0 |   |   |   |   | 4     |
| Càceres            | 3   | 1  |    |   | 0 |   |   |   |   | 4     |
| Cadis              | 3   | 0  |    |   | 1 |   |   |   |   | 4     |
| Cantàbria          | 3   | 1  |    |   | 0 |   |   |   |   | 4     |
| Castelló           | 3   | 1  |    |   | 0 |   |   |   |   | 4     |
| Ceuta              | 2   | 0  |    |   | 0 |   |   |   |   | 2     |
| Ciudad Real        | 3   | 1  |    |   | 0 |   |   |   |   | 4     |
| Còrdova            | 3   | 1  |    |   | 0 |   |   |   |   | 4     |
| la Corunya         | 3   | 1  |    |   | 0 |   |   |   |   | 4     |
| Conca              | 3   | 1  |    |   | 0 |   |   |   |   | 4     |
| El Hierro          | 1   | 0  |    |   | 0 |   |   |   |   | 1     |
| Fuerteventura      | 1   | 0  |    |   | 0 |   |   |   |   | 1     |
| Girona             | 0   | 0  | 3  |   | 0 |   | 1 |   |   | 4     |
| Gran Canària       | 2   | 1  |    |   | 0 |   |   |   |   | 3     |
| Granada            | 3   | 1  |    |   | 0 |   |   |   |   | 4     |
| Guadalajara        | 3   | 1  |    |   | 0 |   |   |   |   | 4     |
| Guipúscoa          | 0   | 0  |    | 3 | 0 |   |   |   | 1 | 4     |
| Huelva             | 3   | 1  |    |   | 0 |   |   |   |   | 4     |
| Osca               | 3   | 1  |    |   | 0 |   |   |   |   | 4     |
| Eivissa-Formentera | 1   | 0  |    |   | 0 |   |   |   |   | 1     |
| Jaén               | 3   | 1  |    |   | 0 |   |   |   |   | 4     |
| La Gomera          | 0   | 0  |    |   | 0 |   |   | 1 |   | 1     |
| La Palma           | 1   | 0  |    |   | 0 |   |   |   |   | 1     |
| La Rioja           | 3   | 1  |    |   | 0 |   |   |   |   | 4     |
| Lanzarote          | 1   | 0  |    |   | 0 |   |   |   |   | 1     |
| Lleó               | 3   | 1  |    |   | 0 |   |   |   |   | 4     |
| Lleida             | 0   | 0  | 3  |   | 0 |   | 1 |   |   | 4     |
| Lugo               | 1   | 3  |    |   | 0 |   |   |   |   | 4     |
| Madrid             | 2   | 1  |    |   | 1 |   |   |   |   | 4     |
| Màlaga             | 3   | 1  |    |   | 0 |   |   |   |   | 4     |
| Mallorca           | 2   | 1  |    |   | 0 |   |   |   |   | 3     |
| Melilla            | 0   | 2  |    |   | 0 |   |   |   |   | 2     |
| Menorca            | 1   | 0  |    |   | 0 |   |   |   |   | 1     |
| Múrcia             | 2   | 2  |    |   | 0 |   |   |   |   | 4     |
| Navarra            | 1   |    |    |   |   | 3 |   |   |   | 4     |
| Ourense            | 1   | 3  |    |   | 0 |   |   |   |   | 4     |
| Palència           | 2   | 2  |    |   | 0 |   |   |   |   | 4     |
| Pontevedra         | 3   | 1  |    |   | 0 |   |   |   |   | 4     |
| Salamanca          | 1   | 3  |    |   | 0 |   |   |   |   | 4     |
| Saragossa          | 3   | 0  |    |   | 1 |   |   |   |   | 4     |
| Segòvia            | 1   | 3  |    |   | 0 |   |   |   |   | 4     |
| Sevilla            | 3   | 0  |    |   | 1 |   |   |   |   | 4     |
| Sòria              | 2   | 2  |    |   | 0 |   |   |   |   | 4     |
| Tarragona          | 1   | 0  | 3  |   | 0 |   | 0 |   |   | 4     |
| Tenerife           | 2   | 1  |    |   | 0 |   |   |   |   | 3     |
| Terol              | 3   | 1  |    |   | 0 |   |   |   |   | 4     |
| Toledo             | 3   | 1  |    |   | 0 |   |   |   |   | 4     |
| València           | 3   | 1  |    |   | 0 |   |   |   |   | 4     |
| Valladolid         | 3   | 1  |    |   | 0 |   |   |   |   | 4     |
| Zamora             | 2   | 2  |    |   | 0 |   |   |   |   | 4     |
| TOTAL              | 122 | 55 | 11 | 9 | 4 | 3 | 2 | 1 | 1 | 208   |

## Incidents
Una gravació de vídeo feta amb càmera oculta mostrava com el Partit Popular de Melilla comprava vots a canvi de treballs, segons denuncià Coalició per Melilla.